# Rockstar New England
Rockstar New England, anteriorment conegut com a Mad Doc Software, és una empresa desenvolupadora de videojocs nord-americana fundada el 1998 per Dr. Ian Lane Davis. La companyia té la seva seu a la regió de Nova Anglaterra, concretament a Andover, Massachusetts, al nord de Boston.
El 4 d'abril de 2008, Rockstar Games va anunciar que es va fer amb els estudis i els va reanomenar Rockstar New England.

## Història

### Primers anys iEmpire Earth(1999–2007)

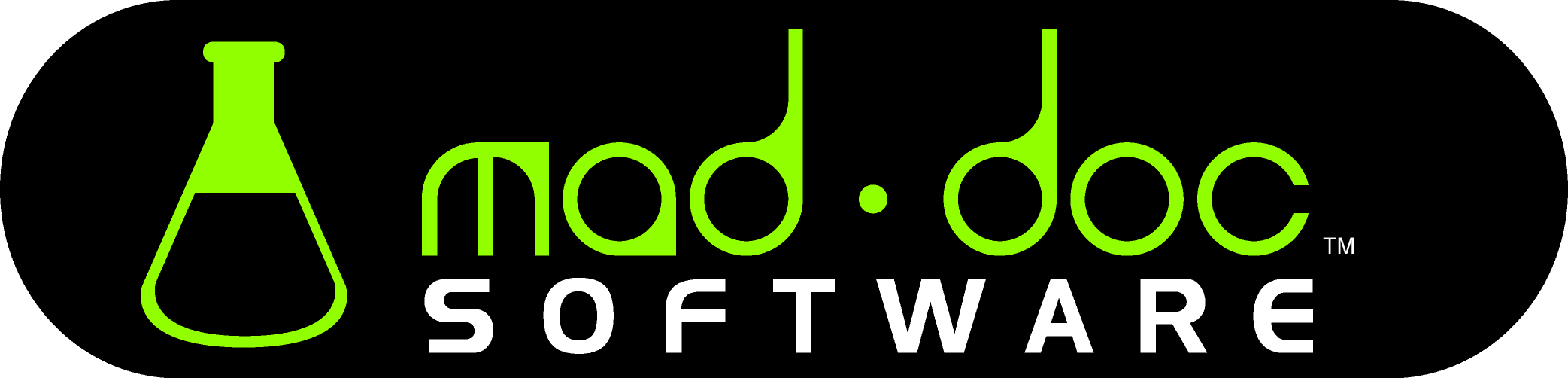
El antic logotip de Mad Doc Software.

Rockstar New England va ser fundada com Mad Doc Software per Ian Lane Davis. Natiu d'Andover, Massachusetts, va entrar en contacte per primera vegada amb els videojocs mentre estava matriculat a les escoles públiques d'Andover a finals dels anys setanta i principis dels vuitanta. Va visitar amb freqüència arcs recreatius i, mentre estava a Doherty Junior High al voltant de 1982, Davis va rebre el seu primer ordinador, un Apple II Plus. Entre els seus jocs preferits hi havia Ultima, Wizardry i One on One: Dr. J vs. Larry Bird. Més tard va assistir a l'Acadèmia Phillips, es va graduar al Dartmouth College amb especialitats en matemàtiques, anglès i informàtica. El 1991, i va obtenir un doctorat en intel·ligència artificial i robòtica per la Universitat Carnegie Mellon el 1996. Davis va aconseguir el seu primer treball amb l'empresa de videojocs Activision a Santa Mònica, Califòrnia, on va treballar durant quatre anys, entre ells com a director tècnic. Va deixar Activision per tornar a Andover, on va fundar Mad Doc el novembre de 1999. Un any més tard, la companyia es va traslladar a Lawrence. Com a primer projecte, Mad Doc va ajudar a Activision a completar Star Trek: Armada. L'estudi va dirigir llavors el desenvolupament de la seva seqüela, Star Trek: Armada II, amb vuit empleats. Quan el joc es va anunciar el març de 2001, Mad Doc estava format principalment per antics desenvolupadors dels desapareguts Looking Glass Studios. Star Trek: Armada II va ser llançat al novembre de 2001. Mad Doc va heretar encara més el desenvolupament de Jane's Attack Squadron dels Looking Glass Studios, que havia estat cancel·lat amb el tancament d'aquest estudi. El joc acabat va ser llançat el març de 2002.

### Adquisició i projectes sota Rockstar Games (2007- present)
Amb el seu contracte amb Rockstar Games, Mad Doc va desenvolupar una versió millorada de Bully, que havia estat desenvolupada per l'estudi Rockstar Vancouver de Rockstar Games i llançada amb èxit comercial per a PlayStation 2 el 2006. Mad Doc va remasteritzar el joc i va afegir més missions, personatges, i elements. La versió es va anunciar com a Bully el juliol de 2007 per a Wii i Xbox 360. El desembre de 2007, Mad Doc i els seus aproximadament 100 empleats s'havien traslladat a una oficina de 20.400 peus quadrats (1.900 m 2) a Ballardvale, un poble dins d'Andover. Davis va declarar que l'estudi romandria a Andover perquè era el seu "lloc preferit", on vivia amb la seva dona i planejava criar els seus fills. Shaun McDermott, tot i ser director financer de l'estudi, va considerar la ubicació com un actiu a causa de l'ampli ventall d'estils de vida que els empleats podien viure a les comunitats properes. A finals de 2007, Davis va ser nomenat Emprenedor de l'Any 2007 per la Cambra de Comerç del Gran Boston. Al voltant d'aquesta època, Mad Doc va crear mapes per al mode multijugador de Turok, desenvolupat per Propaganda Gamesi publicat el febrer de 2008.
Sota Rockstar Games, Rockstar New England va començar diversos projectes. Va crear una versió de Windows de Bully, que es va publicar l'octubre de 2008, i va ajudar al desenvolupament de Grand Theft Auto IV: The Lost and Damned, Grand Theft Auto: The Ballad of Gay Tony i Red Dead Redemption. L'estudi també va començar a desenvolupar una seqüela de Bully mentre Rockstar Vancouver va ser assignat a Max Payne 3. Alguns empleats creien que el projecte era una prova per a l'estudi recentment adquirit per demostrar que valia la pena la inversió. Aproximadament entre 50 i 70 persones, la majoria de l'estudi, van participar en el joc en algun moment. L'equip s'imaginava un petitmón obert amb alta interactivitat, com ara accions cap a personatges no jugadors (NPC) que tinguin conseqüències a llarg termini i que tots els edificis siguin accessibles, fins i tot per la força. Per a aquest últim, Rockstar New England va desenvolupar un sistema detallat de fragmentació del vidre. Es va crear una porció vertical de Bully 2 i es va poder jugar. Tanmateix, el 2010, l'estudi va començar a reassignar els desenvolupadors del joc a altres projectes. Al costat de Rockstar Leeds i Rockstar Toronto, es va unir al desenvolupament de Max Payne 3, que va ser llançat el maig de 2012. El joc va reutilitzar la mecànica de fragmentació de vidre dissenyada anteriorment per a Bully 2. A principis de 2013, Rockstar New England va completar el seu procés de tres mesos de trasllat de Ballardvale a Andover's Dundee Park.

## Videojocs

### Com Mad Doc Software
| Curs | Títol                                 | Plataforma                           | Editor                     | Notes                                           |
| ---- | ------------------------------------- | ------------------------------------ | -------------------------- | ----------------------------------------------- |
| 2000 | Star Trek: Armada                     | Windows                              | Activision                 | Desenvolupament de suport per a Activision      |
| 2001 | Star Trek: Armada II                  | Windows                              | Activision                 |                                                 |
| 2002 | Jane's Attack Squadron                | Windows                              | Xicat Interactive          |                                                 |
| 2002 | Empire Earth: The Art of Conquest     | Windows                              | Sierra Entertainment       |                                                 |
| 2003 | Dungeon Siege: Legends of Aranna      | Windows                              | Microsoft Game Studios     | Desenvolupat conjuntament amb Gas Powered Games |
| 2005 | Empire Earth II                       | Windows                              | Vivendi Universal Games    |                                                 |
| 2006 | Empire Earth II: The Art of Supremacy | Windows                              | Vivendi Universal Games    |                                                 |
| 2006 | Star Trek: Legacy                     | Windows, Xbox 360                    | Bethesda Softworks         |                                                 |
| 2007 | Empire Earth III                      | Windows                              | Vivendi Games              |                                                 |
| 2008 | Turok                                 | PlayStation 3, Windows, Xbox 360     | Disney Interactive Studios | Desenvolupament de suport als Propaganda Games  |
| 2008 | Bully                                 | Android, iOS, Wii, Windows, Xbox 360 | Rockstar Games             |                                                 |

### Com a Rockstar New England
| Curs | Títol                                    | Plataforma                                                                                | Editor         | Notes                                              |
| ---- | ---------------------------------------- | ----------------------------------------------------------------------------------------- | -------------- | -------------------------------------------------- |
| 2009 | Grand Theft Auto IV: The Lost and Damned | PlayStation 3, Windows, Xbox 360                                                          | Rockstar Games | Desenvolupament de suport per a Rockstar North     |
| 2009 | Grand Theft Auto: The Ballad of Gay Tony | PlayStation 3, Windows, Xbox 360                                                          | Rockstar Games | Desenvolupament de suport per a Rockstar North     |
| 2010 | Red Dead Redemption                      | PlayStation 3, Xbox 360                                                                   | Rockstar Games | Desenvolupament de suport per a Rockstar San Diego |
| 2011 | L.A. Noire                               | Nintendo Switch, PlayStation 3, PlayStation 4, Windows, Xbox 360, Xbox One                | Rockstar Games | Desenvolupament de suport per a l'equip Bondi      |
| 2012 | Max Payne 3                              | macOS, PlayStation 3, Windows, Xbox 360                                                   | Rockstar Games | Desenvolupat com a part de Rockstar Studios        |
| 2013 | Grand Theft Auto V                       | PlayStation 3, PlayStation 4, PlayStation 5, Windows, Xbox 360, Xbox One, Xbox Series X/S | Rockstar Games | Desenvolupament de suport per a Rockstar North     |
| 2018 | Red Dead Redemption 2                    | PlayStation 4, Stadia, Windows, Xbox One                                                  | Rockstar Games | Desenvolupament com a part de Rockstar Studios     |

### Cancel·lat
- Return to Castle Wolfenstein: Enemy Territory
- Bully 2